# مهدی‌آباد (رفسنجان)
مهدی‌آباد روستایی در دهستان فردوس بخش فردوس شهرستان رفسنجان استان کرمان ایران است.

## جمعیت
بر پایه سرشماری عمومی نفوس و مسکن در سال ۱۳۹۵ جمعیت این روستا ۱٬۵۹۰ نفر (۴۷۶خانوار) بوده‌است.